# Йохан VII (Олденбург)
Йохан VII (XVI) фон Олденбург (на немски: Johann VII von Oldenburg und Delmenhorst, Johann der Deichbauer, * 9 септември 1540 в Олденбург, † 12 ноември 1603 също там) от фамилията Дом Олденбург е от 1573 г. до смъртта си граф на Олденбург.
Той е син на граф Антон I фон Олденбург (1505 – 1573) и София фон Саксония-Лауенбург (1521 – 1571), дъщеря на Магнус I херцог на Саксония-Лауенбург.
Той поема управлението през 1573 г. и трябва да плаща до 1577 г. на брат си Антон II. Чрез преговори с госпожица Мария фон Йевер той урежда през 1575 г. наследяването на господство Йевер, въпреки протестите на графовете на Източна Фризия.
През 1597 г. графствата Олденбург и Делменхорст се разделят.
Йохан се жени през 1576 г. в Делменхорст за графиня Елизабет фон Шварцбург-Бланкенбург (* 13 април 1541, † 26 декември 1612), най-малката дъщеря на граф Гюнтер XL фон Шварцбург.
След смъртта му той е последван от син му Антон Гюнтер като граф на Олденбург.

## Деца
Йохан и съпругата му Елизабет фон Шварцбург-Бланкенбург имат шест деца:
- Йохан (1578 – 1580)
- Анна (1579 – 1639)
- Елизабет (1581 – 1619)
- Катарина (1582 – 1644), омъжена през 1633 г. за Август фон Саксония-Лауенбург
- Антон Гюнтер (1583 – 1667), граф на Олденбург
- Магдалена (1585 – 1657), омъжена 1612 г. за Рудолф, княз на Анхалт-Цербст.